# Gråpiha
Gråpiha (Lipaugus fuscocinereus) är en fågel i familjen kotingor inom ordningen tättingar.

## Utbredning och systematik
Fågeln förekommer i Anderna från Colombia till Ecuador och i nordligaste Peru (Piura). Den behandlas som monotypisk, det vill säga att den inte delas in i några underarter.

## Status
IUCN kategoriserar arten som livskraftig.